# Clarence Dill
Clarence Cleveland Dill (ur. 21 września 1884 w Fredericktown, zm. 14 stycznia 1978 w Spokane) – amerykański polityk, członek Partii Demokratycznej.

## Działalność polityczna
W okresie od 4 marca 1915 do 3 marca 1919 przez dwie kadencje był przedstawicielem nowo utworzonego 5. okręgu wyborczego w stanie Waszyngton w Izbie Reprezentantów Stanów Zjednoczonych. A od 4 marca 1923 do 3 stycznia 1935 był senatorem Stanów Zjednoczonych z Waszyngtonu (1. Klasa).